# Chevillon (Haute-Marne)
Chevillon település Franciaországban, Haute-Marne megyében. Lakosainak száma 1277 fő (2022. január 1.). Chevillon Fontaines-sur-Marne, Bayard-sur-Marne, Maizières, Osne-le-Val, Rachecourt-sur-Marne, Brauvilliers, Montiers-sur-Saulx, Morley, Chatonrupt-Sommermont és Curel községekkel határos.

## Népesség
A település népességének változása:
| Lakosok száma | 1098 | 1607 | 1556 | 1403 | 1385 | 1353 | 1313 | 1297 | 1305 | 1277 |
|               | 1968 | 1982 | 1990 | 2006 | 2013 | 2015 | 2017 | 2019 | 2020 | 2022 |